# 香油錢

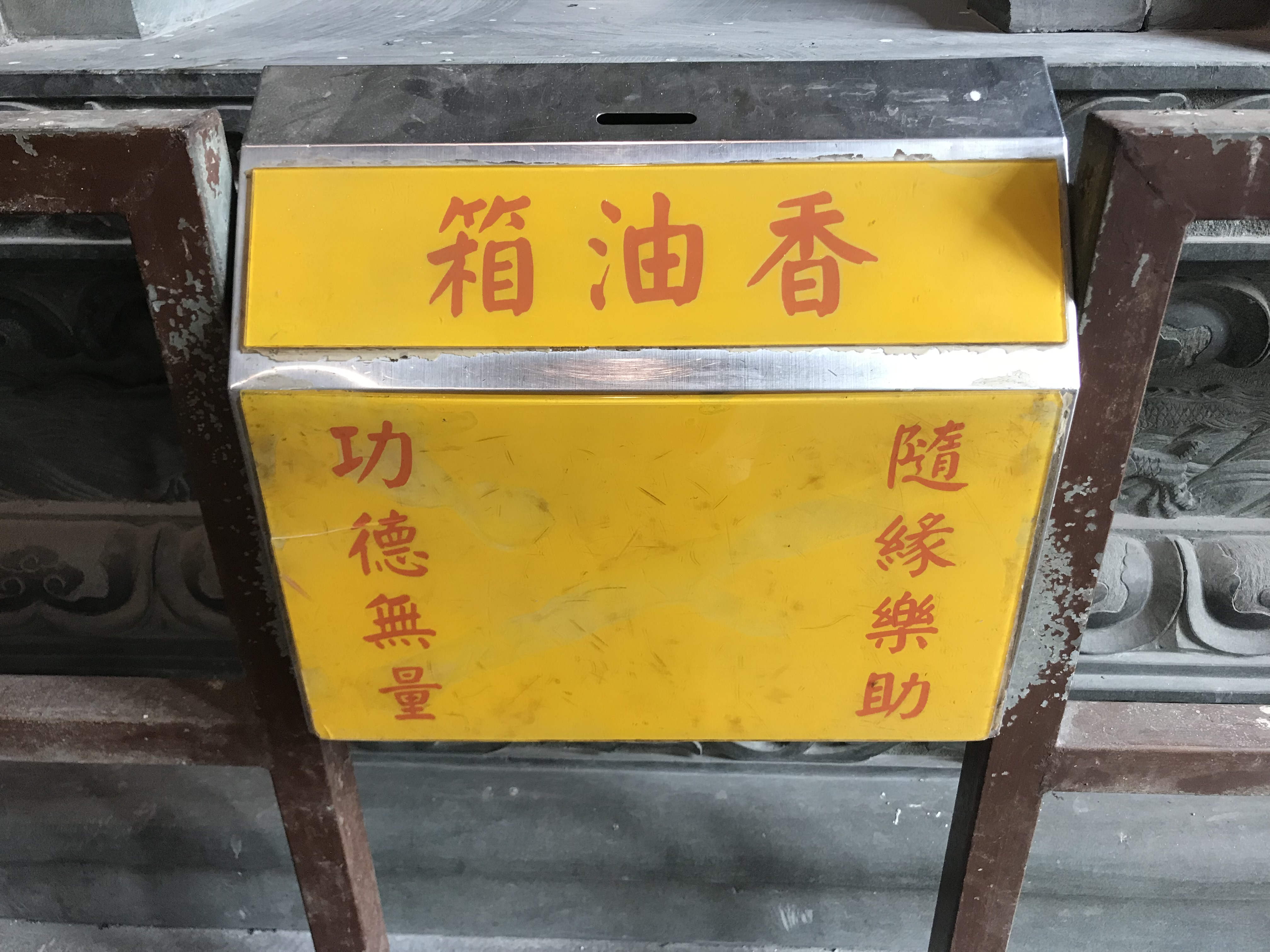
澳门普济禅院的香油箱

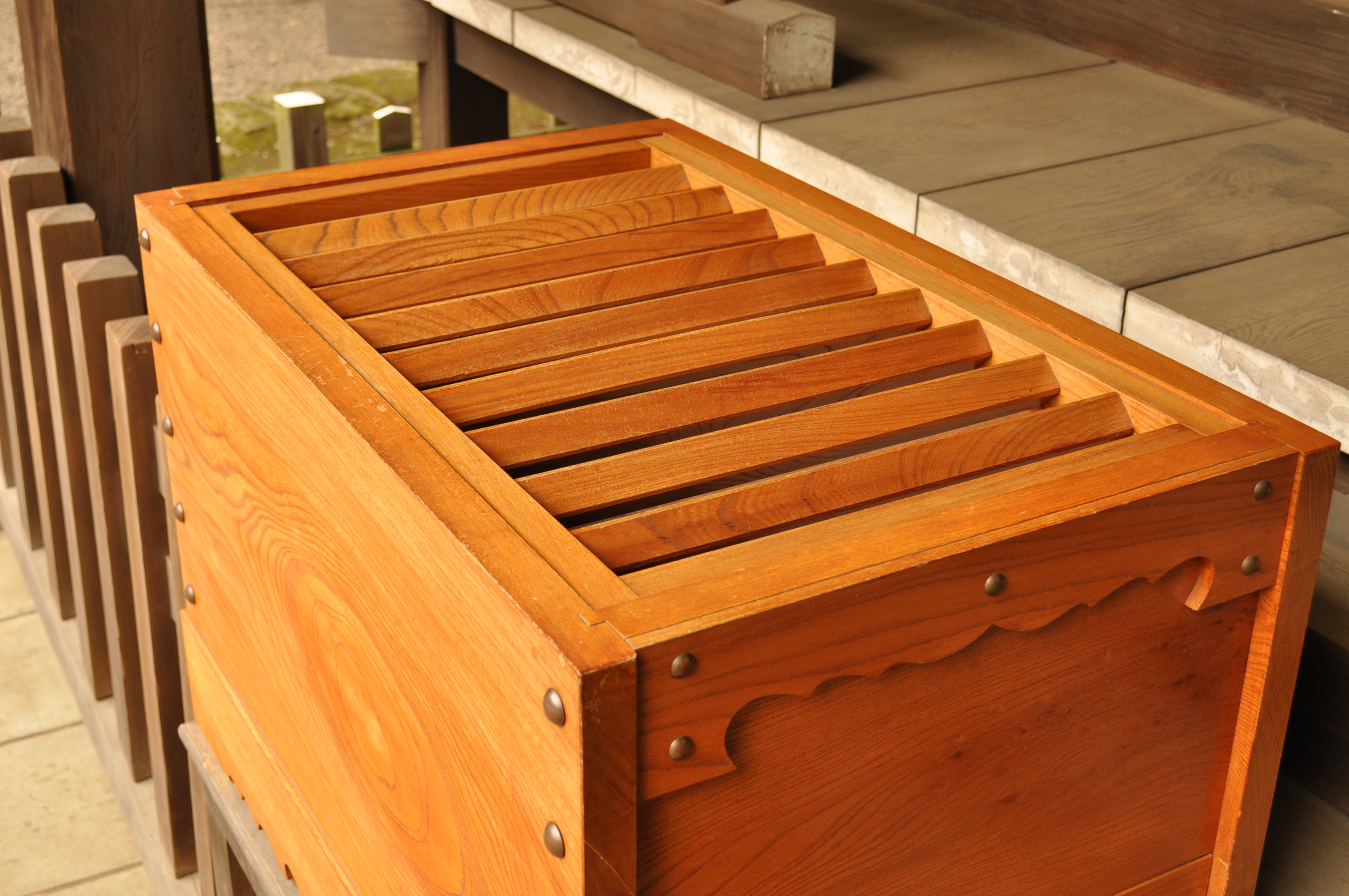
日本的賽銭箱

香油錢，又稱「香火錢」、「香紙錢」、「功德金」，捐贈香油錢稱作「添油香」、「添香油」等，在台灣，俗稱「添油香」、「寄付」、「寄付金」（來自日語，捐款之意），在日本稱「賽錢」。有時被引申為奉獻給各種宗教的金錢。
古時信徒常以線香、蠟燭、燈油、金紙等物品，捐獻廟宇、寺院，以供祭祀之用。但後來逐漸不以實物捐贈，而以金錢替代，故稱香油錢、香火錢、香紙錢。

## 功德箱
盛裝「香油錢」的箱子名稱多樣，有「奉獻箱」、「功德箱」、「賽錢箱」等，通常放在正殿神桌之上或旁邊，供信眾參拜時投入香油錢；或是放在香燭品、結緣品區旁。
「功德箱」的材質有塑膠、木製，通常有「功德箱」、「隨喜功德」等字樣；為了避免遭竊，更有保險箱型式的「功德箱」。
在日本稱為「賽錢箱」（さいせんばこ），放置在正殿前、鈴鐺下，通常為木製箱子，上有數根木條排成柵式，參拜者由此投入香油錢。箱側有的書寫「奉納」或「淨財」等漢字，故也稱「奉納箱」或「淨財箱」。